# Marjan Minnesma
Marjan Minnesma (Wormerveer, 1966) is directeur en oprichter van Stichting Urgenda, een organisatie voor innovatie en duurzaamheid. 

## Loopbaan
Minnesma is opgeleid als bedrijfskundige, jurist en filosoof en ontwikkelde zich in de eerste decennia van de 21e eeuw tot een van de boegbeelden van het streven naar een energietransitie in Nederland.
Voor haar overstap naar Urgenda werkte ze bij NOVEM, Greenpeace, de Vrije Universiteit Amsterdam en het Dutch Research Institute For Transitions (DRIFT) van de 
Rotterdamse Erasmus Universiteit waaraan onder meer mede-Urgenda-oprichter Jan Rotmans is verbonden. 
Via de in 2007 mede door haar opgerichte Stichting Urgenda werd ze in Nederland bekend door haar initiatieven voor een versnelde transitie naar een energieneutrale samenleving. Buiten Nederland kreeg ze enige bekendheid door het succesvolle proces in 2015 tegen de Nederlandse staat waarin een actiever klimaat- en energiebeleid werd geëist. 
Minnesma is verscheidene malen gekozen tot nummer 1 van de Duurzame 100, een lijst met de invloedrijkste 'duurzame' Nederlanders die dagblad Trouw sinds 2009 publiceert.
In 2022 won Minnesma de Goldman Environmental Prize.